# Que suene la calle
Que suene la calle (Let the Street Be Heard en inglés) es un documental mexicano de 2002 dirigido por la cineasta Itzel Martínez del Cañizo, se basa en los testimonios de cuatro adolescentes ex drogadictos de los barrios pobres de Tijuana. Ciudad Recuperación (Recovery City) capta la dinámica de grupo entre varios pacientes de un centro de rehabilitación
, quienes, con una participación activa en el manejo de la cámara, crean un diseño de utopía social a partir de sus deseos y proyecciones.

## Sinopsis
La obra cinematográfica documenta las experiencias personales de estas menores de edad, ofreciendo una perspectiva poco explorada de la dinámica social en esta ciudad fronteriza. Las protagonistas, cuyas edades oscilan entre los 13 y 17 años, narran en primera persona sus vivencias cotidianas, permitiendo un acercamiento a las problemáticas sociales que afectan a los sectores más vulnerables de la población tijuanense.

A lo largo de la película, los testimonios de las participantes reconstruyen momentos significativos de sus vidas en diversos sectores de Tijuana. La obra presenta múltiples perspectivas desde diferentes zonas urbanas de la ciudad, exponiendo las complejidades socioeconómicas que enfrentan las adolescentes durante su proceso de desarrollo en un entorno fronterizo caracterizado por la marginalidad  

## Producción
El documental fue producido de manera independiente por la propia directora, Itzel Martínez del Cañizo, y contó con la colaboración de un equipo de cineastas locales. La obra fue filmada en locaciones de Tijuana, con un enfoque particular en las zonas marginadas de la ciudad.  

## Estreno y recepción
Que suene la calle tuvo su estreno en el Festival Internacional de Cine de Morelia en 2003, donde fue parte de la selección oficial. La película fue bien recibida por la crítica especializada, que destacó su tratamiento sensible y su capacidad para visibilizar las complejidades sociales de los jóvenes en contextos vulnerables.  
Posteriormente, el documental fue proyectado en diversos festivales y foros culturales en México y en el extranjero. Entre sus exhibiciones internacionales se incluyen muestras en Estados Unidos y otros países interesados en el arte urbano y las problemáticas sociales.

## Reconocimientos

### Festivales[8]
- International Documentary Film Festival Amsterdam (2006)
- Festival Internacional de Cine de Morelia (México, 2006)
- Ambulante Gira de Documentales (México, 2007)
- Latin American Film Festival Utrecht (Holanda, 2007)
- VIVA 13th Spanish and Latin Film Festival (Mánchester, 2007)
- Kosmorama Trondheim International Film Festival (Noruega, 2007)
- Sguardi Altrove Film Festival (Milán, 2007)
- Festival Internacional de Mujeres en el Cine y la TV (México, 2006)

### Premios y distinciones
| Año  | Premio                           | Festival                                                                    |
| ---- | -------------------------------- | --------------------------------------------------------------------------- |
| 2006 | Premio del Jurado                | San Diego Women Film Festival                                               |
| 2004 | Mención Honorífica               | Encuentro Hispanoamericano de Documental Contra el Silencio Todas las Voces |
| 2004 | Premio Signis de la Comunicación | Encuentro Hispanoamericano de Documental Contra el Silencio Todas las Voces |